# Arquitectura

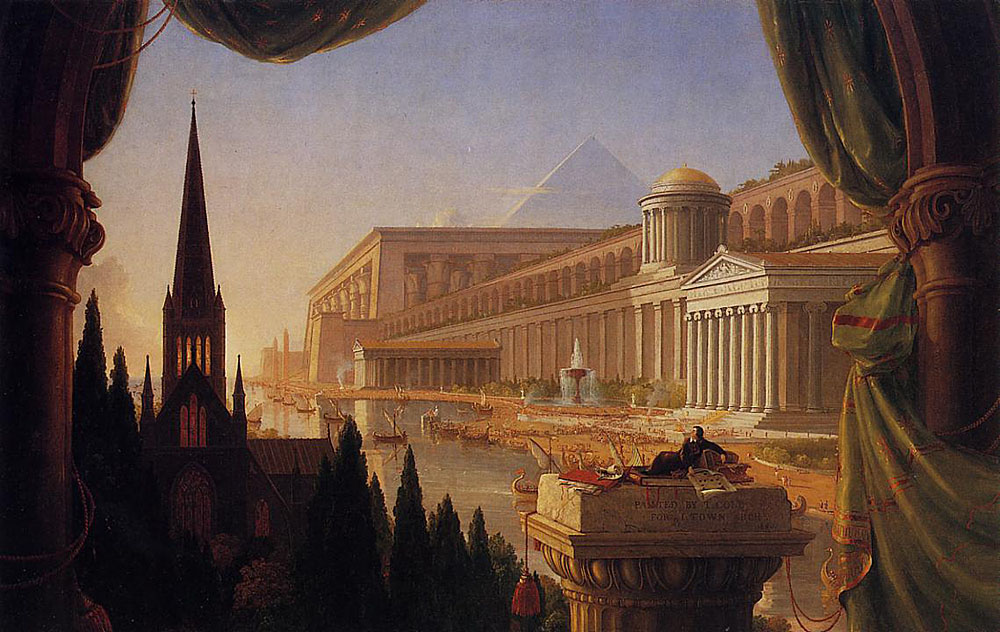
El somni de l'arquitecte, Oli sobre tela, 1840. Thomas Cole, Toledo Museum of Art. Toledo (Ohio), Estats Units

L'arquitectura és l'art de projectar o construir edificis i d'altres estructures físiques. Una definició més ampla també inclouria el disseny de tot l'ambient o entorn construït: des de l'urbanisme, fins al disseny de mobles. És una de les sis belles arts. El professional que desenvolupa aquesta disciplina s'anomena arquitecte: planifica el projecte i sovint dirigeix conceptualment les obres. Determinats edificis o altres construccions són percebuts com a símbols culturals i polítics i en algunes ocasions com a obres d'art, ja que poden ser considerats primàriament en funció de la seva forma o estructura sensible o de la seva estètica. El mot «arquitectura» ve del grec αρχ ('cap') i τεκτων ('constructor' o 'fuster'). Així tenim que pels antics grecs l'«arquitecte» era el cap de la construcció i l'arquitectura era la tècnica o l'art de qui projecta i construeix els edificis i les estructures; per als antics grecs, el mot τεχνη (tekhní) significa 'art' o 'capacitat [de fer alguna cosa]'.
El disseny arquitectònic és impulsat principalment per la manipulació creativa de la massa, l'espai, el volum, la textura, la llum, els materials, els plànols, i els elements pragmàtics, com ara els costos, la construcció i la tecnologia, per tal d'assolir un fi que és estètic, funcional i, sovint, artístic. Això distingeix l'arquitectura de l'enginyeria, la qual s'impulsa principalment per la manipulació creativa dels materials i les formes, en recórrer als principis científics i matemàtics.
Diverses civilitzacions històriques sovint són conegudes principalment a través de les seves metes arquitectòniques, així com és el cas de diverses ciutats, regions i cultures. Alguns edificis, com ara les piràmides d'Egipte i el Colosseu romà són símbols culturals, i constitueixen una important baula de la consciència pública.

## Teoria
L'interès i el sentit de la disciplina arquitectònica han evolucionat al llarg dels temps. El primer treball escrit sobre el tema de l'arquitectura (De architectura) va ser escrit per l'arquitecte romà Vitruvi a principis de segle i aC. Segons Vitruvi un bon edifici hauria de satisfer els tres principis de utilitas, firmitas, venustas, la traducció dels quals és:
- Utilitat - els edificis es fan per a satisfer necessitats humanes.
- Fermesa els edificis han de ser sòlids i resistents, han d'aguantar el pas del temps.
- Bellesa - els edificis han ser bells.

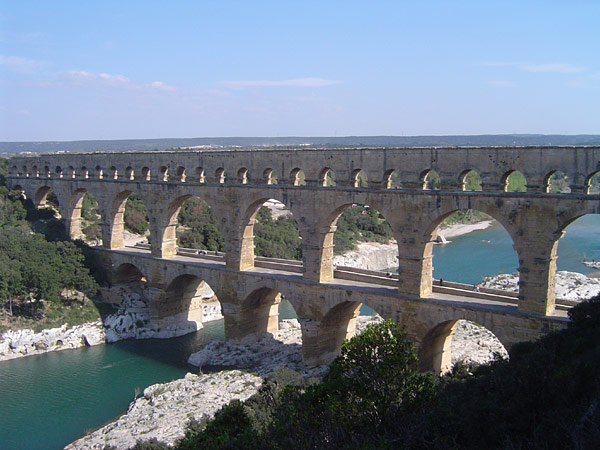
Bellesa, solidesa, utilitat...

Aquesta trinitat s'ha mantingut immutable com a fil conductor al llarg de la història de l'arquitectura, tot i que cada etapa ha posat els accents sobre un o altre dels tres principis.
Segons Vitruvi, l'arquitecte ha de tractar de complir cadascun d'aquests tres atributs tan bé com sigui possible. Leon Battista Alberti, que explica en detall les idees de Vitruvi en el seu tractat, De Re Aedificatoria; va veure la bellesa primordialment com una qüestió de proporció, encara que els ornaments també van ocupar-hi un paper important. Per a Alberti, la proporció de les normes són les que regeixen la figura humana idealitzada, la secció àuria. L'aspecte més important de la bellesa és la part inherent d'un objecte, no pas la part superficial, i es basa en veritats i fets universals. La noció d'estil en les arts no es va desenvolupar fins al segle xvi, amb l'escrit de Giorgio Vasari.
A principis del segle xix, Augustus Welby Northmore Pugin va escriure Contrastos (1836) que, com suggereix el títol, contrasta el món modern i industrial que ell detestava, amb una imatge idealitzada del món medieval. Per a ell, l'arquitectura gòtica va ser l'única «veritable forma cristiana de l'arquitectura».
Al segle xix, John Ruskin, crític d'art anglès, va publicar Set Llums de l'Arquitectura (1849), limitant, en la seva opinió, el que constitueix l'arquitectura. Per a ell l'estètica és de summa importància i l'arquitectura és l'"art en què es disposen i adornen els edificis plantejats per l'home… i la seva visió contribueix a la salut mental, el poder, i el plaer dels mateixos".
Sobre la diferència entre els ideals de l'arquitectura i la mera construcció, el gran arquitecte del segle xx Le Corbusier va escriure: "Vostè empra la pedra, la fusta i el formigó, i amb aquests materials construeix cases i palaus: això és construcció. L'enginy és en el treball. Però, de cop i volta toca el meu cor, m'assec feliç i dic: Això és bell. Això és arquitectura".
Finalment, l'arquitecte xilè Alejandro Aravena, en el seu discurs d'acceptació del premi Pritzker del 2016, digué el següent: "Arquitectura és donar forma als llocs on viu la gent, no és més complicat que això, però tampoc més senzill"

### L'arquitectura com una de les Belles arts
Les peculiaritats de l'arquitectura respecte de la resta d'arts són:
- La primacia dels aspectes materials i tècnics.
- L'aspecte funcional: ha de servir per a allò pel qual ha estat creada.
- L'espai interior que, definit per uns límits físics -murs- determina un volum i possibilita un recorregut interior.
- L'extrema localització, atès que no és fàcilment traslladable d'un lloc a un altre.

### Classificació
No totes les obres d'arquitectura són iguals, atès que no totes persegueixen els mateixos objectius:
- L'arquitectura popular cerca la solució òptima de la funció amb els materials i les tècniques constructives pròpies de la zona geogràfica, amb una participació directa de l'usuari en la construcció, i amb un repertori formal senzill.
- L'arquitectura funcional cerca només la utilitat sense cap pretensió artística. Segons els funcionalistes, si la funció està ben resolta, és estètica.
- L'arquitectura orgànica
- L'arquitectura empeltada fusiona harmònicament elements de diferents estils o èpoques

### Ciència de construir
La construcció d'edificis, conseqüentment l'arquitectura, s'inicia amb el projecte arquitectònic que és el document tècnic que, mitjançant plànols, memòries, amidaments, càlculs, detalls, etc., descriu i justifica l'edifici, la seva concepció, així com els diferents elements que mitjançant l'ús de les tècniques adients, donaran forma als espais o volums on l'home desenvoluparà la seva vida i activitats.
Es poden resumir els principals sistemes constructius en funció dels cinc descobriments estructurals bàsics:
- L'arquitrau, on dos elements verticals poden suportar un element horitzontal, conegut com a arquitectura llindada o construcció arquitravada.
- L'arc, que permet construir grans espais interns sense obstacles, ja que transmet el pes i les forces a les parets (arquitectura voltada), però amb murs exteriors de contenció de les forces laterals.
- L'arc parabòlic, que permet construir grans espais interns sense forces laterals i transmet el pes únicament als fonaments.
- L'enteixinat i els entramats de fusta i de metalls (especialment ferro i alumini) que permeten grans amplades de llum i estalvien pes i material.
- La fusta, el ferro i el formigó, que possibiliten la construcció de grans amplades de llum i d'un esquelet intern a l'edifici amb els quals els murs perden la funció de suport i es poden elaborar solucions agosarades.

### L'arquitectura i altres professions actuals
Actualment la construcció d'edificis constitueix un sector econòmic fonamental a les societats avançades. És un procés complex on conflueixen diversos camps d'activitat econòmica, des del sector públic que estableix les normatives i gestiona les llicències, passant per la mateixa indústria de la construcció i les seves indústries auxiliars, fins a les empreses de serveis.
L'evolució cap a l'especialització i la separació d'àmbits laborals és similar a la d'altres professions. En els segles passats els arquitectes no s'ocupaven només de dissenyar els edificis sinó que també dissenyaven places, mobles, parcs, etc. Aquest procés d'especialització ha donat lloc a noves professions:
- Exteriorisme: també conegut com a paisatgisme, és l'especialització en el disseny de parcs, jardins, places...
- Interiorisme: especialització en el disseny interior d'edificis, tant per ús públic com privat.
- Disseny industrial: especialització en la creació d'objectes d'ús quotidià
- Urbanisme: especialització en la planificació del sistema urbà

## Història de l'arquitectura

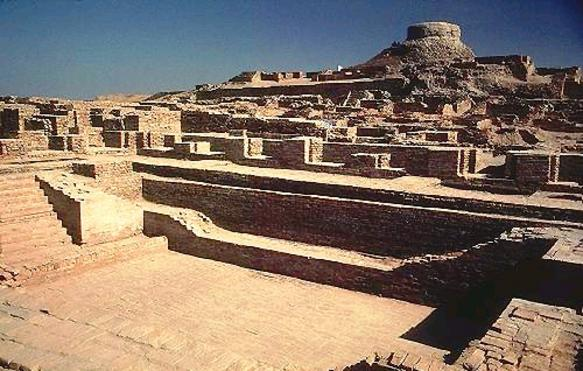
Les ruïnes arqueològiques de Mohenjo-Daro

L'arquitectura va evolucionar primerament fora de la dinàmica entre les necessitats (habitatge, seguretat, culte, etc.) i de mitjans (materials de construcció disponibles i d'atenció a les qualificacions). Com les cultures humanes i els coneixements desenvolupats van començar a ser formalitzats a través de les tradicions orals i pràctiques, l'arquitectura es va convertir en un ofici. Aquí hi ha primer un procés d'assaig i error, i més tard la improvisació o la repetició d'un judici amb èxit. El que es denomina l'arquitectura vernacular encara es produeix en moltes parts del món. De fet, els edificis vernaculars formen la majoria dels construïts al món, ja que la gent experimenta cada dia.

### L'arquitectura a l'antiguitat
Al principi, els assentaments humans eren en la seva majoria rurals. A causa d'un excedent en la producció i la conseqüent expansió de l'economia, aquests nuclis van créixer i van donar lloc a zones urbanes que van evolucionar molt ràpidament en alguns casos, com el de Çatal Huyuk, a Anatòlia i Mohenjo Daro a l'Índia. En moltes civilitzacions antigues, com els egipcis i mesopotamis, l'arquitectura i l'urbanisme reflecteixen el constant compromís amb el diví i el sobrenatural, mentre que en altres cultures antigues com Pèrsia l'arquitectura i la planificació urbana es van utilitzar per a exemplificar el poder de l'estat.

### El període clàssic

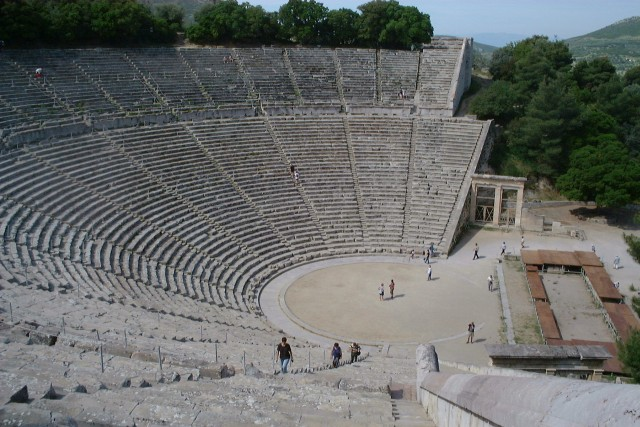
Teatre grec a Epidaure

L'arquitectura i l'urbanisme de les civilitzacions clàssiques, com la grega i la romana van evolucionar d'ideals cívics en lloc dels religiosos o empírics i la creació de nous estils arquitectònics desenvolupats. Textos sobre arquitectura van començar a ser escrits al període Clàssic. Aquests cànons es van començar a seguir en les obres importants, especialment l'arquitectura religiosa. Alguns exemples de cànons es troben als escrits de Vitruvi, la KaoGongJi de l'antiga Xina i a Vaastu Shastra a l'antiga Índia.
L'arquitectura de diferents parts d'Àsia es desenvolupa al llarg de línies diferents de la d'Europa, creant arquitectura budista, hindú i sij, cadascuna d'elles amb diferents característiques. L'arquitectura budista, en particular, va mostrar una gran diversitat regional.

### Període medieval

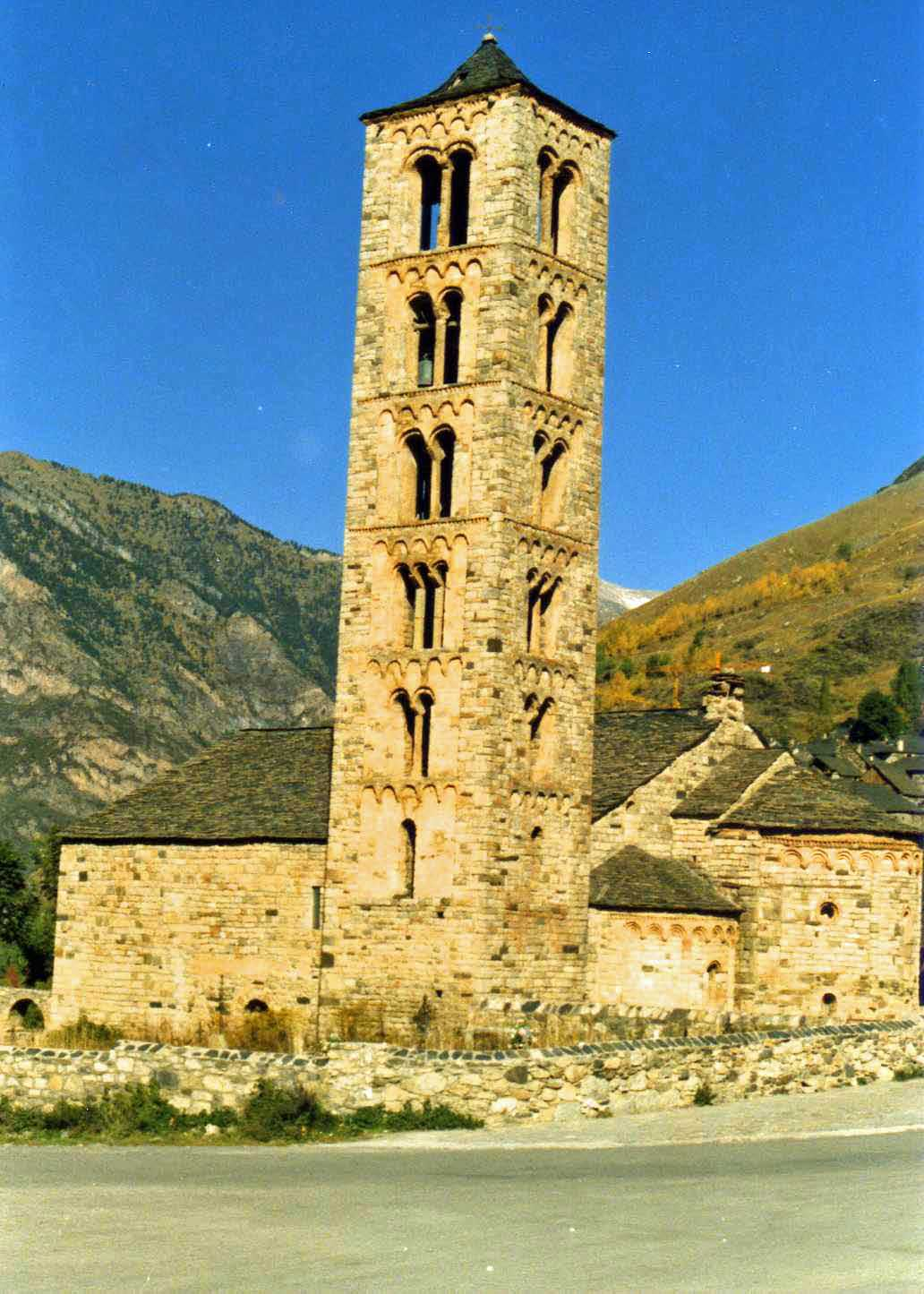
Sant Climent de Taüll (Vall de Boí, Alta Ribagorça)

L'arquitectura islàmica va començar el segle vii, desenvolupant les formes arquitectòniques de l'antic Pròxim Orient per a adaptar-se a les necessitats socials i religioses de la societat. Alguns exemples es poden trobar per tot el Pròxim Orient, Nord d'Àfrica i Espanya, i es convertirien en una important influència en l'estil d'arquitectura europea durant el període medieval.
A Europa, tant en els períodes clàssic i medieval, els edificis no són atribuïts a individus específics i els noms dels arquitectes sovint són desconeguts, tot i la gran escala de molts edificis religiosos existents d'aquest període.
Durant el període medieval gremis d'artesans es van formar per a organitzar el seu comerç i han sobreviscut els contractes escrits, en particular en relació amb els edificis eclesiàstics. En aquesta època el paper de l'arquitecte és en general el d'un mestre constructor, excepte en alguns casos com el d'un eclesiàstic, l'abat Suger a Saint-Denis (París). Durant aquesta època es generen edificis d'estil romànic i més endavant, gòtic.
Amb el temps, augmenta la complexitat dels edificis i la diversitat d'aquests. Comencen a realitzar-se obres de construcció civil, com carreteres i ponts, i altres nous tipus d'edifici, tals com escoles i hospitals.

### L'edat moderna

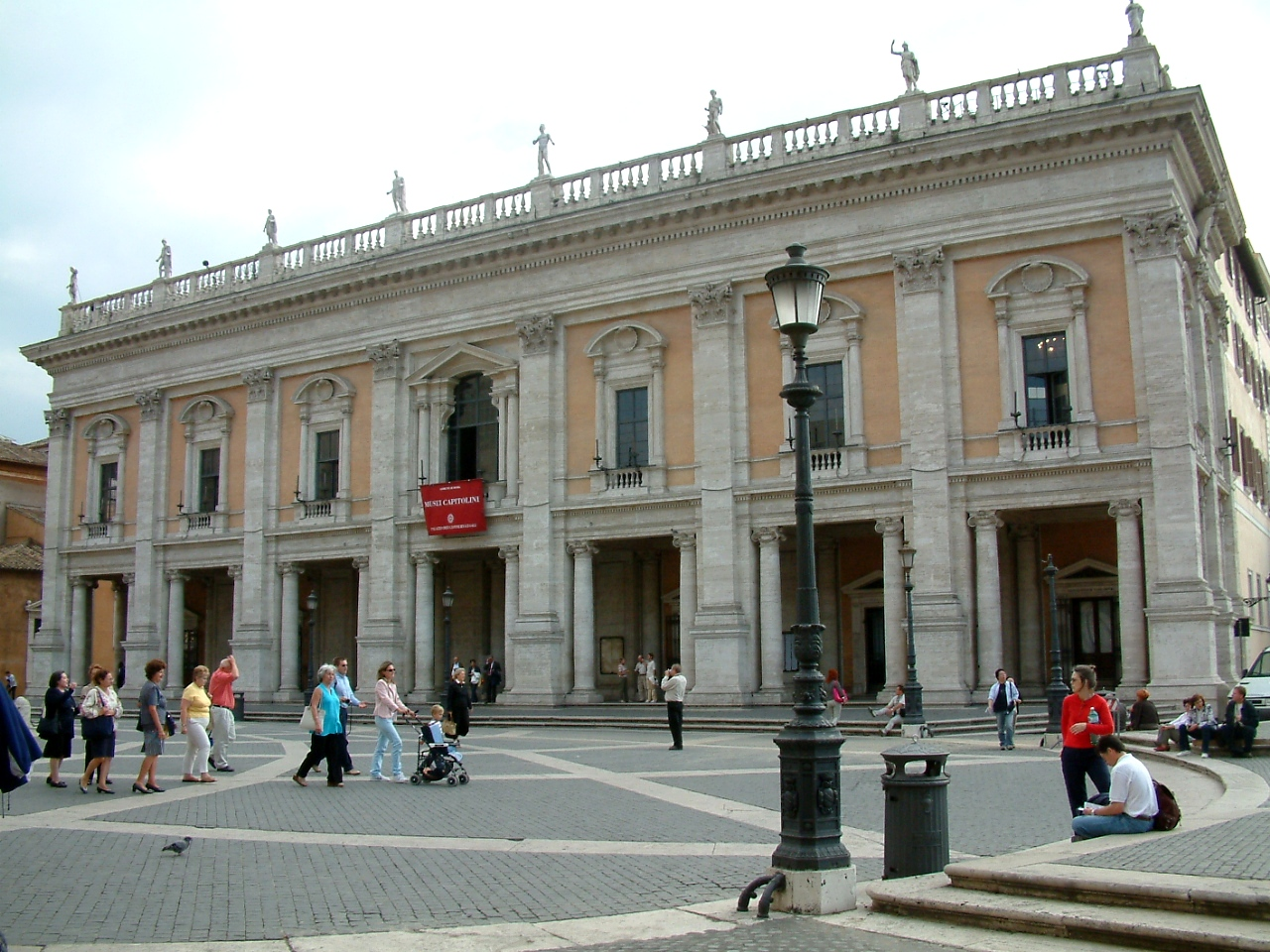
Palazzo dei Conservatori al Campidoglio o plaça del Capitoli de Roma (Itàlia). Projectada per Miquel Àngel entre els anys 1536-1546

Amb el Renaixement i el seu èmfasi en l'individu i la humanitat en lloc de la religió, i amb tots els seus avanços i assoliments, es va iniciar un nou capítol. Els edificis es comencen a recordar per llurs arquitectes (Brunelleschi, Alberti, Michelangelo, Palladio…) i aleshores va començar "el culte" de la persona com a artista. En aquesta època encara no existia línia divisòria entre l'artista, l'arquitecte i l'enginyer, o qualsevol altre dels aspectes relacionats. A remolc dels líders del primer renaixement sorgeixen estils com el Manierisme, el Quattrocento o el Cinquecento, fins a arribar a l'arquitectura Barroca.

### Revolució Industrial

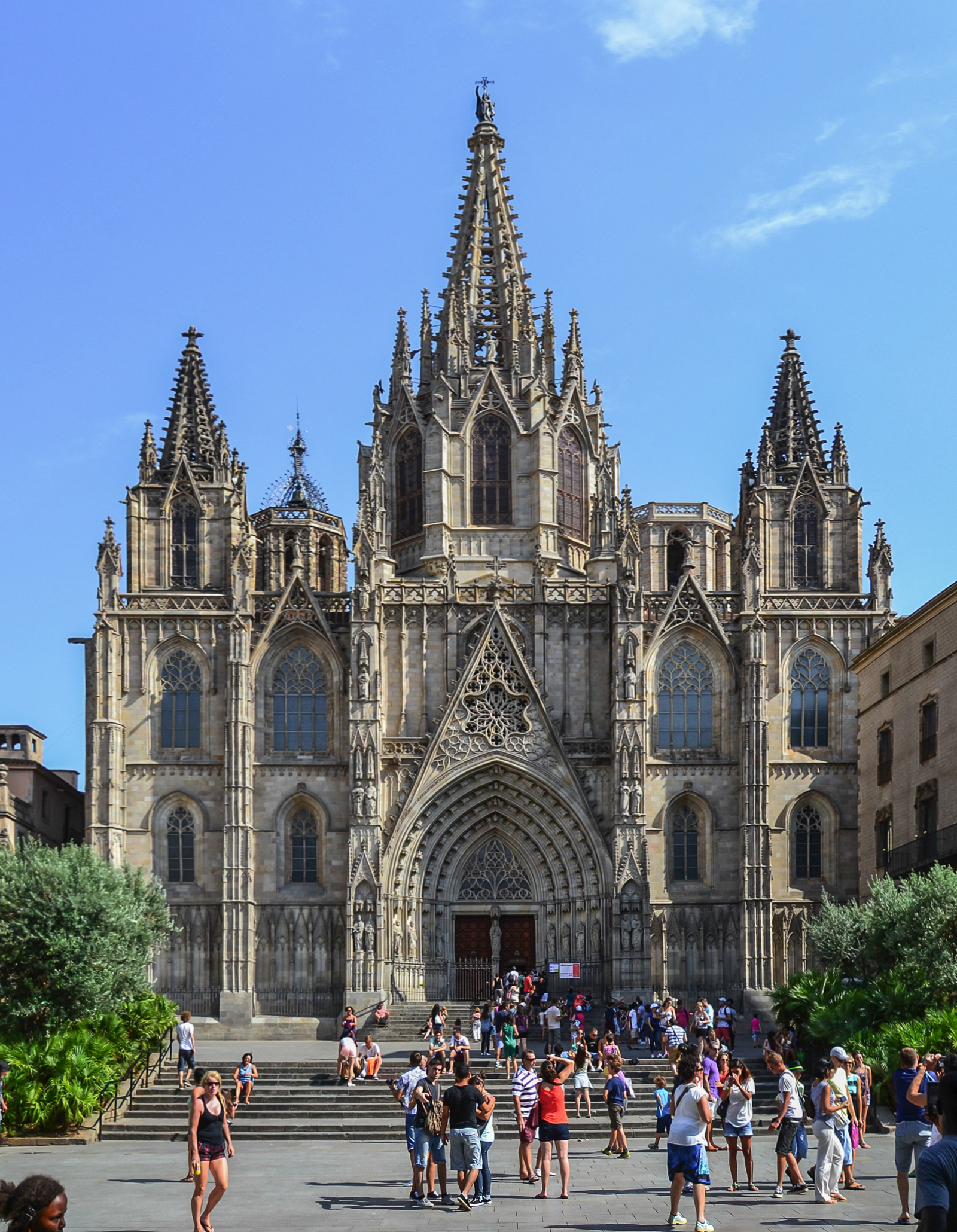
La façana de la catedral de Barcelona abans de la restauració iniciada el 2005

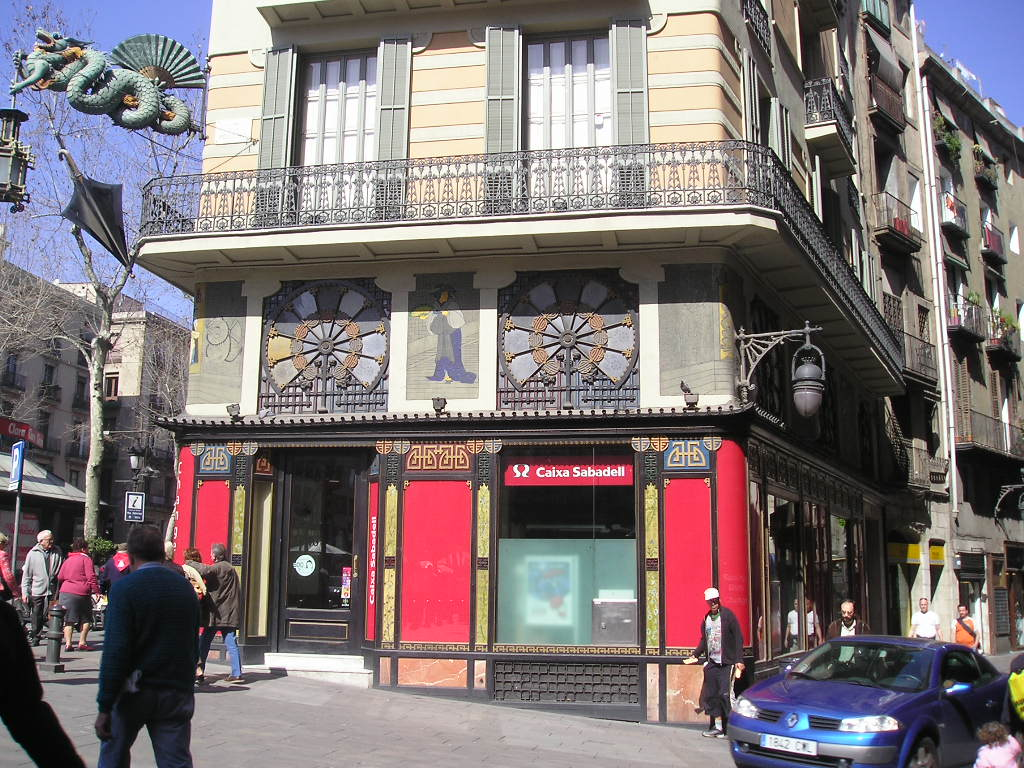
Casa dels paraigües a la Rambla de Barcelona

Amb els nous coneixements en els àmbits científics i el sorgiment de nous materials i la tecnologia, l'arquitectura i l'enginyeria es van començar a separar, i l'arquitecte va començar a perdre terreny en alguns aspectes tècnics dels projectes d'edificis. Per tant, es va concentrar en l'estètica i en aspectes humanistes. Alguns arquitectes van començar a treballar per les noves classes socials més adinerades, concentrant-se principalment en les qualitats visuals derivades en general dels prototips històrics, donant lloc, per exemple, a moltes cases de camp a la Gran Bretanya que es van crear en un estil Neogòtic.
Els estudis formals d'arquitectura van començar a existir durant el segle xix, com per exemple a l'École Nationale Supérieure des Beaux-Arts, a París, que van donar molt èmfasi a la producció de bells dibuixos i poc al context i a la viabilitat. El gruix d'arquitectes en general va rebre la seva formació a les oficines d'altres arquitectes, iniciant les seves carreres com a delineants, per exemple.
Mentrestant, la Revolució Industrial va obrir les portes a la producció en massa i al consum. L'estètica es va convertir en un criteri de la classe mitjana i l'ornamentació de productes, abans basada en costoses tècniques d'artesania, va decaure en virtut de la producció i l'abaratiment de costos. L'arquitectura vernacular es va fer cada vegada més ornamental.

### El modernisme i la reacció de l'arquitectura
La insatisfacció amb aquesta situació general a principis del segle xx va donar lloc a moltes noves línies de pensament que serveix com precursors de l'arquitectura moderna. Arran d'aquests fets, l'escola Bauhaus, fundada a Alemanya el 1919, rebutja conscientment la història i defineix l'arquitectura com una síntesi de l'art, l'artesania i la tecnologia.
Immediatament després de la Primera Guerra Mundial, els arquitectes d'avantguarda modernista van tractar de desenvolupar un nou estil apropiat per a un nou ordre social i econòmic, centrat en la satisfacció de les necessitats de les classes mitjanes i treballadores. Van rebutjar la pràctica de l'arquitectura acadèmica i el perfeccionament dels estils històrics. L'enfocament modernista dels arquitectes era reduir els edificis a formes pures, suprimir les referències històriques i ornamentar en favor de detalls funcionals.
Va aparèixer la tendència a mostra els detalls de la construcció i l'estructura dels edificis, com l'exposició de les bigues d'acer i les superfícies de formigó, en lloc d'amagar-se darrere de les formes tradicionals. Arquitectes com Mies van der Rohe van treballar en l'elaboració de bellesa basada en les qualitats inherents dels materials de construcció i en modernes tècniques de construcció, basant-se en simplificades formes geomètriques, celebrant els nous mitjans tècnics i mètodes possibles gràcies a la Revolució Industrial.

### Arquitectura d'avui

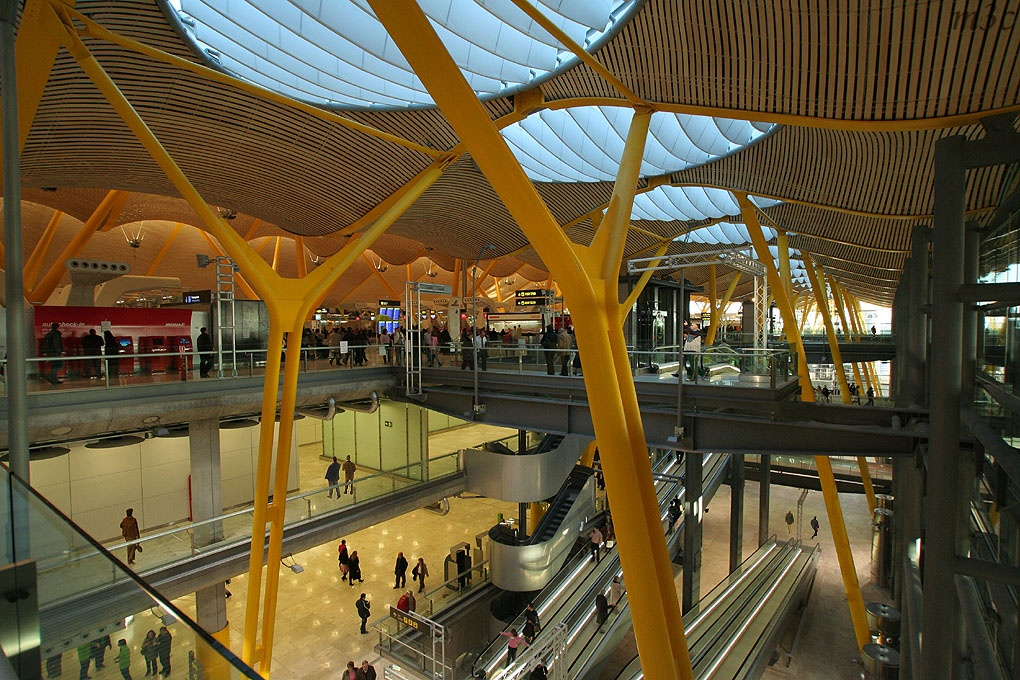
Terminal 4 de l'Aeroport de Barajas

Un grup important d'arquitectes, va respondre als problemes del modernisme i postmodernisme anant al que consideraven l'arrel del problema. Al seu judici, l'arquitectura no era una filosofia personal o estètica realitzada per individualistes, sinó que més aviat havia de considerar les necessitats quotidianes de la gent i utilitzar la tecnologia per a donar un entorn habitable.
Van començar a realitzar-se estudis sobre comportament, viabilitat mediambiental i social i tota aquesta informació va començar a formar part del procés de disseny d'edificis. La complexitat de les construccions van començar a augmentar (en termes d'aspectes estructurals, com els sistemes, serveis i tecnologies) i l'arquitectura va començar a ser més multidisciplinària que mai. L'arquitectura d'avui en general, requereix un equip de professionals especialitzats, amb l'arquitecte que és un dels molts, encara que en general el líder de l'equip.
Durant els dos últims decennis del segle xx i en el nou mil·lenni, el sector de l'arquitectura ha vist l'ascens d'especialitzacions dintre de la mateixa professió pel tipus de projecte, els coneixements tecnològics o dels mètodes d'execució de projectes. A més, s'ha produït un augment de la separació entre l'arquitecte de disseny i l'arquitecte de projecte.
Un dels esdeveniments recents més significatius en la professió és la incorporació de la sostenibilitat. La sostenibilitat en l'arquitectura es va utilitzar per primera vegada en els anys 70 per arquitectes com Ian McHarg als Estats Units i Brenda i Robert Val al Regne Unit i Nova Zelanda. L'acceleració en el nombre d'edificis que tenen per objecte satisfer principis de disseny sostenible està en línia amb la cada vegada major consciència dels riscos del canvi climàtic.

### Història de l'arquitectura als Països Catalans
Com a la resta d'Europa, fou durant el renaixement que l'art de la construcció es va separar entre la teoria (reservada als que ja llavors es començaven a anomenar arquitectes) i la pràctica.
Seguint l'exemple francès del segle xvii, a Madrid es va crear l'Academia de Bellas Artes de San Fernando el 1752, que va accentuar el concepte renaixentista d'arquitecte com aquell qui pensa l'arquitectura, tot plegat en el context de la il·lustració. A casa nostra ja era corrent l'ús del terme "arquitecte" en el context dels gremis tradicionals, però sempre relacionat amb aquelles tasques més creatives i importants de l'ofici de mestre de cases, i fins i tot dels de fuster i picapedrer.
Al segle següent la revolució industrial va generar nous reptes i molta feina a l'arquitectura tant pel que fa a la construcció com a l'urbanisme, i per aquest motiu es fundaren diverses escoles a Espanya (Madrid el 1845) per incorporar els nous coneixements politècnics. Durant aquesta època els arquitectes amb estudis consolidaren llur identitat grupal des de les acadèmies i les universitats, i van començar a exigir l'exclusivitat d'usar aquest mot i la d'exercir certes funcions de la construcció, limitant-les als mestres de casa que fins llavors sempre les havien exercit. A casa nostra aquesta pugna aparegué més tard, ja que els primers estudis que s'obriren foren el 1817 a les classes de la Junta de Comerç, però els seus alumnes estaven obligats a revalidar el títol a Madrid. La primera Escola d'Arquitectura no es fundaria fins al 1875 a Barcelona.
El 1874 es va fundar l'Associació d'Arquitectes de Catalunya, que més endavant va esdevenir l'actual Col·legi d'Arquitectes de Catalunya. Aquesta institució ha editat nombroses publicacions: un Anuari (entre 1899-1929), revistes com La ciutat i la casa (1925-1927), Arquitectura i urbanisme (1931-1936) i actualment Quaderns d'Arquitectura i Urbanisme (des del 1944).

## Premis d'arquitectura
- Premi Pritzker
- Premi d'Arquitectura Contemporània Mies van der Rohe
- Praemium Imperiale
- Premi Nacional d'Arquitectura d'Espanya